# Боргето ди Вара
Боргето ди Вара (итал. Borghetto di Vara) је насеље у Италији у округу Ла Специја, региону Лигурија.
Према процени из 2011. у насељу је живело 611 становника. Насеље се налази на надморској висини од 103 м.

## Становништво
| 1931. | 1936. | 1951. | 1961. | 1971. | 1981. | 1991. | 2001. | 2011. |
| ----- | ----- | ----- | ----- | ----- | ----- | ----- | ----- | ----- |
| 1.754 | 1.696 | 1.560 | 1.255 | 1.186 | 1.109 | 1.069 | 1.005 | 1.008 |

## Партнерски градови
- Шнекенлое